# Bóng đá tại Thế vận hội Mùa hè 2012 – Vòng loại Nam khu vực châu Á
Vòng loại khu vực châu Á của môn bóng đá nam tại Thế vận hội Mùa hè 2012 là giải đấu vòng loại của Liên đoàn bóng đá châu Á (AFC) cho giải bóng đá nam Thế vận hội Mùa hè 2012 ở Luân Đôn, Vương quốc Anh. Ba mươi lăm đội tuyển Olympic nam của châu Á đã tham dự vòng loại để cạnh tranh cho ba suất tham dự chính thức cùng một suất tham dự trận play-off liên lục địa với đội đứng thứ tư của vòng loại khu vực châu Phi. Quá trình vòng loại bắt đầu từ tháng 2 năm 2011 và kết thúc vào tháng 3 năm 2012.

## Thể thức thi đấu
Châu Á được phân bổ 3,5 suất cho vòng chung kết (ba suất tham dự trực tiếp và một suất tham dự vòng play-off với đại diện của khu vực châu Phi). Cấu trúc vòng loại như sau:
- Vòng 1: 13 đội tuyển đứng đầu của giải đấu lần trước (4 đội tham dự vòng chung kết và 9 đội khác lọt vào đến vòng loại cuối cùng) được miễn thi đấu vòng này. 22 đội còn lại được phân cặp, thi đấu loại trực tiếp hai lượt trận trên sân nhà và sân khách. 11 đội thắng giành quyền vào vòng 2.[2]
- Vòng 2: 24 đội tuyển (gồm 13 đội được vào thẳng từ vòng 1 và 11 đội thắng vòng 1) tiếp tục được ghép cặp, thi đấu theo thể thức hai lượt trận giống như vòng 1. 12 đội thắng lọt vào vòng loại thứ ba.
- Vòng 3: 12 đội tuyển giành chiến thắng từ vòng 2 được chia thành ba bảng 4 đội, thi đấu vòng tròn hai lượt tính điểm trên sân nhà và sân khách. Ba đội đứng đầu của ba bảng sẽ trực tiếp giành quyền tham dự Thế vận hội. Đội đứng nhi mỗi bảng đấu tiến vào vòng tiếp theo.
- Vòng 4 (play-off): Ba đội đứng thứ hai của ba bảng ở vòng 3 thi đấu vòng tròn một lượt tại một địa điểm tập trung. Đội đứng đầu sẽ giành quyền tham dự vòng play-off liên lục địa. Nếu giành chiến thắng trong trận gặp đội đứng thứ tư của vòng loại khu vực châu Phi, đội tuyển đó cũng sẽ góp mặt tại vòng chung kết Thế vận hội Mùa hè.

## Hạt giống
Tổng cộng 35 đội tuyển trên tổng số 46 quốc gia thành viên của AFC đã tham dự vòng loại. 13 đội đứng đầu dựa trên kết quả của vòng chung kết và vòng loại của kỳ Thế vận hội trước đã được miễn thi đấu vòng đầu tiên.
| Tham dự từ vòng thứ hai - Úc - Bahrain - Trung Quốc - Iraq - Nhật Bản - Liban - CHDCND Triều Tiên - Qatar - Ả Rập Xê Út - Hàn Quốc - Syria - Uzbekistan - Việt Nam | Tham dự từ vòng thứ nhất - Bangladesh - Đài Bắc Trung Hoa - Hồng Kông - Ấn Độ - Indonesia - Iran - Jordan - Kuwait - Kyrgyzstan - Malaysia - Maldives | - Myanmar - Oman - Pakistan - Palestine - Singapore - Sri Lanka - Tajikistan - Thái Lan - Turkmenistan - UAE - Yemen | Không tham dự - Afghanistan - Bhutan - Brunei - Campuchia - Guam - Lào - Ma Cao (không đủ điều kiện） - Mông Cổ - Nepal - Philippines - Đông Timor |

## Vòng 1
Các trận đấu diễn ra trong hai lượt, vào các ngày từ 23 tháng 2 đến ngày 21 tháng 3 năm 2011. Lễ bốc thăm cho vòng 1 được tổ chức vào ngày 20 tháng 10 năm 2010 tại trụ sở AFC ở Kuala Lumpur, Malaysia.
| Đội 1     | TTS  | Đội 2             | Lượt đi | Lượt về |
| --------- | ---- | ----------------- | ------- | ------- |
| Thái Lan  | 0–4  | Palestine         | 0–31    | 0–1     |
| Jordan    | 3–0  | Đài Bắc Trung Hoa | 1–0     | 2–0     |
| Yemen     | 3–0  | Singapore         | 2–0     | 1–0     |
| Kuwait    | 5–0  | Bangladesh        | 2–0     | 3–0     |
| Malaysia  | 2–0  | Pakistan          | 2–0     | 0–0     |
| UAE       | 10–1 | Sri Lanka         | 7–1     | 3–0     |
| Ấn Độ     | 3–2  | Myanmar           | 2–1     | 1–1     |
| Oman      | 7–2  | Tajikistan        | 4–1     | 3–1     |
| Indonesia | 1–4  | Turkmenistan      | 1–3     | 0–1     |
| Iran      | 1–0  | Kyrgyzstan        | 1–0     | 0–0     |
| Hồng Kông | 7–0  | Maldives          | 4–0     | 3–0     |

^1 Palestine được xử thắng 3–0 ở trận lượt đi sau khi Thái Lan đã sử dụng một cầu thủ không đủ điều kiện thi đấu trên sân. Kết quả ban đầu là 1–0 nghiêng về Thái Lan.

## Vòng 2
Các trận đấu diễn ra trong hai lượt, lượt đi vào ngày 19 tháng 6 năm 2011 và lượt về vào ngày 23 tháng 6 năm 2011. Lễ bốc thăm cho vòng 2 được tổ chức vào ngày 30 tháng 3 năm 2011 tại trụ sở AFC ở Kuala Lumpur, Malaysia.
| Đội 1             | TTS        | Đội 2        | Lượt đi | Lượt về |
| ----------------- | ---------- | ------------ | ------- | ------- |
| Qatar             | 4–2        | Ấn Độ        | 3–1     | 1–1     |
| Iraq              | 5–0        | Iran         | 3–01    | 2–0     |
| Bahrain           | 2–2 (a)    | Palestine    | 0–1     | 2–1     |
| Úc                | 7–0        | Yemen        | 3–0     | 4–0     |
| Nhật Bản          | 4–3        | Kuwait       | 3–1     | 1–2     |
| Syria             | 6–2        | Turkmenistan | 2–2     | 4–0     |
| CHDCND Triều Tiên | 1–2        | UAE          | 0–1     | 1–1     |
| Hàn Quốc          | 4–2        | Jordan       | 3–1     | 1–1     |
| Uzbekistan        | 3–0        | Hồng Kông    | 1–0     | 2–0     |
| Ả Rập Xê Út       | 6–1        | Việt Nam     | 2–0     | 4–1     |
| Trung Quốc        | 1–4 (h.p.) | Oman         | 0–1     | 1–3     |
| Liban             | 1–2        | Malaysia     | 0–0     | 1–2     |

^1  Iraq được xử thắng 3–0 ở trận lượt đi sau khi Iran đã sử dụng một cầu thủ không đủ điều kiện thi đấu trên sân. Kết quả ban đầu là 1–0 nghiêng về Iran.

## Vòng 3
Các trận đấu diễn ra từ ngày 21 tháng 9 năm 2011 đến ngày 14 tháng 3 năm 2012. Lễ bốc thăm cho vòng 3 được tổ chức vào ngày 7 tháng 7 năm 2011 tại trụ sở AFC ở Kuala Lumpur, Malaysia.

### Bảng A
| VT | Đội         | ST | T | H | B | BT | BB | HS | Đ  | Giành quyền tham dự |     |     |     |     |     |
| -- | ----------- | -- | - | - | - | -- | -- | -- | -- | ------------------- | --- | --- | --- | --- | --- |
| 1  | Hàn Quốc    | 6  | 3 | 3 | 0 | 8  | 2  | +6 | 12 | Thế vận hội Mùa hè  |     |     | 2–0 | 0–0 | 1–0 |
| 2  | Oman        | 6  | 2 | 2 | 2 | 8  | 8  | 0  | 8  | Đi tiếp vào vòng 4  |     | 0–3 |     | 3–0 | 2–0 |
| 3  | Qatar       | 6  | 1 | 4 | 1 | 6  | 8  | −2 | 7  |                     |     | 1–1 | 2–2 |     | 2–1 |
| 4  | Ả Rập Xê Út | 6  | 0 | 3 | 3 | 4  | 8  | −4 | 3  |                     | 1–1 | 1–1 | 1–1 |     |     |

1. ↑  Oman được xử thắng 3–0 sau khi Qatar bị phát hiện đã đưa cầu thủ bị treo giò Abdelaziz Hatem vào sân thi đấu. Kết quả ban đầu là 1–1.[9]

### Bảng B
| VT | Đội        | ST | T | H | B | BT | BB | HS | Đ  | Giành quyền tham dự |     |     |     |     |     |
| -- | ---------- | -- | - | - | - | -- | -- | -- | -- | ------------------- | --- | --- | --- | --- | --- |
| 1  | UAE        | 6  | 4 | 2 | 0 | 8  | 2  | +6 | 14 | Thế vận hội Mùa hè  |     |     | 0–0 | 3–0 | 1–0 |
| 2  | Uzbekistan | 6  | 2 | 2 | 2 | 7  | 5  | +2 | 8  | Đi tiếp vào vòng 4  |     | 2–3 |     | 2–0 | 2–0 |
| 3  | Iraq       | 6  | 1 | 2 | 3 | 2  | 7  | −5 | 5  |                     |     | 0–1 | 2–1 |     | 0–0 |
| 4  | Úc         | 6  | 0 | 4 | 2 | 0  | 3  | −3 | 4  |                     | 0–0 | 0–0 | 0–0 |     |     |

1. ↑  UAE được xử thắng 3–0 sau khi Iraq bị phát hiện đã đưa cầu thủ bị treo giò Jasim Faisal vào sân thi đấu. Kết quả ban đầu là 2–0 nghiêng về Iraq.[10]

### Bảng C
| VT | Đội      | ST | T | H | B | BT | BB | HS  | Đ  | Giành quyền tham dự |     |     |     |     |     |
| -- | -------- | -- | - | - | - | -- | -- | --- | -- | ------------------- | --- | --- | --- | --- | --- |
| 1  | Nhật Bản | 6  | 5 | 0 | 1 | 13 | 3  | +10 | 15 | Thế vận hội Mùa hè  |     |     | 2–1 | 2–0 | 2–0 |
| 2  | Syria    | 6  | 4 | 0 | 2 | 12 | 6  | +6  | 12 | Đi tiếp vào vòng 4  |     | 2–1 |     | 3–1 | 3–0 |
| 3  | Bahrain  | 6  | 3 | 0 | 3 | 8  | 11 | −3  | 9  |                     |     | 0–2 | 0–2 |     | 2–3 |
| 4  | Malaysia | 6  | 0 | 0 | 6 | 3  | 16 | −13 | 0  |                     | 0–4 | 0–0 | 0–0 |     |     |

## Vòng 4
Ba đội nhì bảng từ vòng 3 thi đấu với nhau tại một địa điểm trung lập vào các ngày 25, 27 và 29 tháng 3 năm 2012. Malaysia ban đầu được lựa chọn làm địa điểm diễn ra loạt trận play-off, tuy nhiên vì sân vân động được đề xuất tại đây vẫn đang trong quá trình cải tạo và không có sẵn các địa điểm khác thay thế, AFC quyết định dời vòng loại sang Việt Nam với các trận đấu diễn ra trên sân vận động Quốc gia Mỹ Đình, Hà Nội.
Oman là đội đã đứng thứ nhất ở vòng này và sẽ gặp Senegal trong trận play-off để xác định một suất tham dự Thế vận hội.

| VT | Đội        | ST | T | H | B | BT | BB | HS | Đ | Giành quyền tham dự   |     |   |     |     |
| -- | ---------- | -- | - | - | - | -- | -- | -- | - | --------------------- | --- | - | --- | --- |
| 1  | Oman       | 2  | 1 | 1 | 0 | 3  | 1  | +2 | 4 | Play-off liên lục địa |     | — | 2–0 | —   |
| 2  | Uzbekistan | 2  | 1 | 0 | 1 | 2  | 3  | −1 | 3 |                       |     | — | —   | 2–1 |
| 3  | Syria      | 2  | 0 | 1 | 1 | 2  | 3  | −1 | 1 |                       | 1–1 | — | —   |     |

## Play-off liên lục địa
Trận play-off liên lục địa diễn ra vào ngày 23 tháng 4 năm 2012 tại thành phố Coventry, Anh.
| Đội 1 | Tỉ số | Đội 2   |
| ----- | ----- | ------- |
| Oman  | 0–2   | Sénégal |

## Các đội vượt qua vòng loại
Ba đội tuyển sau đây từ AFC đã đã vượt qua vòng loại để tham dự Thế vận hội Mùa hè 2012 tại Luân Đôn, Anh Quốc.
| Đội      | Ngày vượt qua vòng loại | Tham dự lần trước tại Thế vận hội Mùa hè1          |
| -------- | ----------------------- | -------------------------------------------------- |
| Hàn Quốc | 22 tháng 2 năm 2012     | 8 (1948, 1964, 1988, 1992, 1996, 2000, 2004, 2008) |
| Nhật Bản | 14 tháng 3 năm 2012     | 8 (1936, 1956, 1964, 1968, 1996, 2000, 2004, 2008) |
| UAE      | 14 tháng 3 năm 2012     | 0 (lần đầu)                                        |

1 In nghiêng chỉ ra chủ nhà của năm đó. Thống kê bao gồm tất cả các thể thức Olympic (thể thức hiện tại dành cho lứa tuổi U-23 bắt đầu vào năm 1992).

## Cầu thủ ghi bàn
Đã có 195 bàn thắng ghi được trong 85 trận đấu, trung bình 2.29 bàn thắng mỗi trận đấu.
8 bàn thắng
- Hussain Al-Hadhri

6 bàn thắng
- Ahmad Khalil

5 bàn thắng
- Jason Hoffman

4 bàn thắng
- Mardig Mardigian
- Omar Al Soma

Đối với những cầu thủ ghi nhiều bàn thắng nhất ở mỗi vòng, xem mục tương ứng trong mỗi bài viết:
- Vòng 1
- Vòng 2
- Vòng 3
- Vòng 4